# Косовски пук
Косовски пук (алб. Regimenti Kosova) била је осовинска војна јединица коју је успоставила Нацистичка Њемачка након капитулације Италије у новембру 1943. године у Косовској Митровици на Територији војне управе у Србији. Била је сачињена од мјесних Албанаца.

## Позадина
Након капитулације Италије, Џафер Дева помогао је формирање привремене владе под њемачком окупацијом и успостављање Друге призренске лиге, заједно са другим албанским националистима. Косовски пук је успостављен као војна јединица Друге призренске лиге. Пук је формирао Централни комитет Друге призренске лиге. Нијемци су оснивање пука повјерили Бајазиту Бољетинији. Командант пука је био Бајазит Бољетини, док су команданти батаљона били Расим Дајчи, Јусуф Бољетини (Бајазитов брат) и Ризо Агај.
Број Албанаца који су се придружили пуку био је од 1.000 до 1.500.

## Дјелатности
Дана 3. децембра 1943. године припадници пука су убили 30 Срба у селу Ракош, док су 4. децембра у Ђаковици убили 34 Србина, а исти дан у селу Сига још 36 Срба.
Овај пук се борио против партизана у околним регионима.
Између 4. и 7. децембра 1943, 300 припадника пука под командом Џафера Деве окружило је Пећ и починило масовно убиство мјесних Срба и Црногораца, убијајући најмање 300 људи.